# Igrišče Ivan Gregorič
Igrišče Ivan Gregorič – stadion piłkarski w Dekani, w Słowenii. Obiekt może pomieścić 2500 widzów. Swoje spotkania rozgrywają na nim piłkarze klubu NK Dekani.